# Albertus Bohemus
Albertus Bohemus, případně Albert Behaim (okolo 1190/1195 – okolo 1260) byl duchovní, papežský legát, pasovský děkan, podporovatel papežské věci (zejm. Inocence III. a Honoria III.) proti císaři Fridrichovi II. a jeho synovi Konrádovi a proti vzpurnému biskupovi Rüdigeru von Bergheimovi.
Jeho život je znám pouze torzovitě. Nejsou známá přesná životní data, původ a zcela jisté není ani jeho jméno. Předpokládá se, že jeho jméno odkazuje k Böhamingu v pasovské diecézi, ovšem zcela vyvrácen není ani jeho český původ. Například Josef Hanuš uvádí v Ottově slovníku naučném z roku 1888, že se narodil v jižních Čechách, a že měl příbuzné v Pošumaví, kde se nějaký čas též skrýval. Německý biografický lexikon uvádí, že pocházel z bavorské rodiny Behaimů z Uttingu, z okresu Deggendorf, nebo z okolí Chamu (česky zvaného též Kouba) v Horní Falci.
O jeho pohnutém životě zastánce papeže v Říši – velkou část života byl na útěku a ukrýval se u dobrodinců – je známo z vlastního zápisníku, kde se v latinském textu objevují české přípisky (v tomto případě se snad jedná o kryptografickou metodu). Zápisník byl ve dvou sešitech, jeden se zachoval nepřímo, díky výpiskům historika Johanna Aventina ze 16. století, druhý se zachoval v originálu, v mnichovské dvorní knihovně. České přípisky jsou v jihočeském dialektu (např. keniha místo kniha, zelato místo zlato apod.), což posiluje teorie o Albertově jihočeském původu. Díky svému stáří jsou považovány za mimořádně cenné, neboť ve 13. století nebylo užívání češtiny v literatuře ještě běžné. Zápisník je cenný i pro německé literární historiky, neboť jde o nejstarší německý papírový rukopis.